# JWH-057
JWH-057，分子式C25H38O，是一种人工合成的JWH系列大麻素，由约翰·威廉·霍夫曼合成，和JWH-051相比少了一个11号位上的羟基，和HU-210相比再少一个苯环上的羟基。